# Пояс Венери

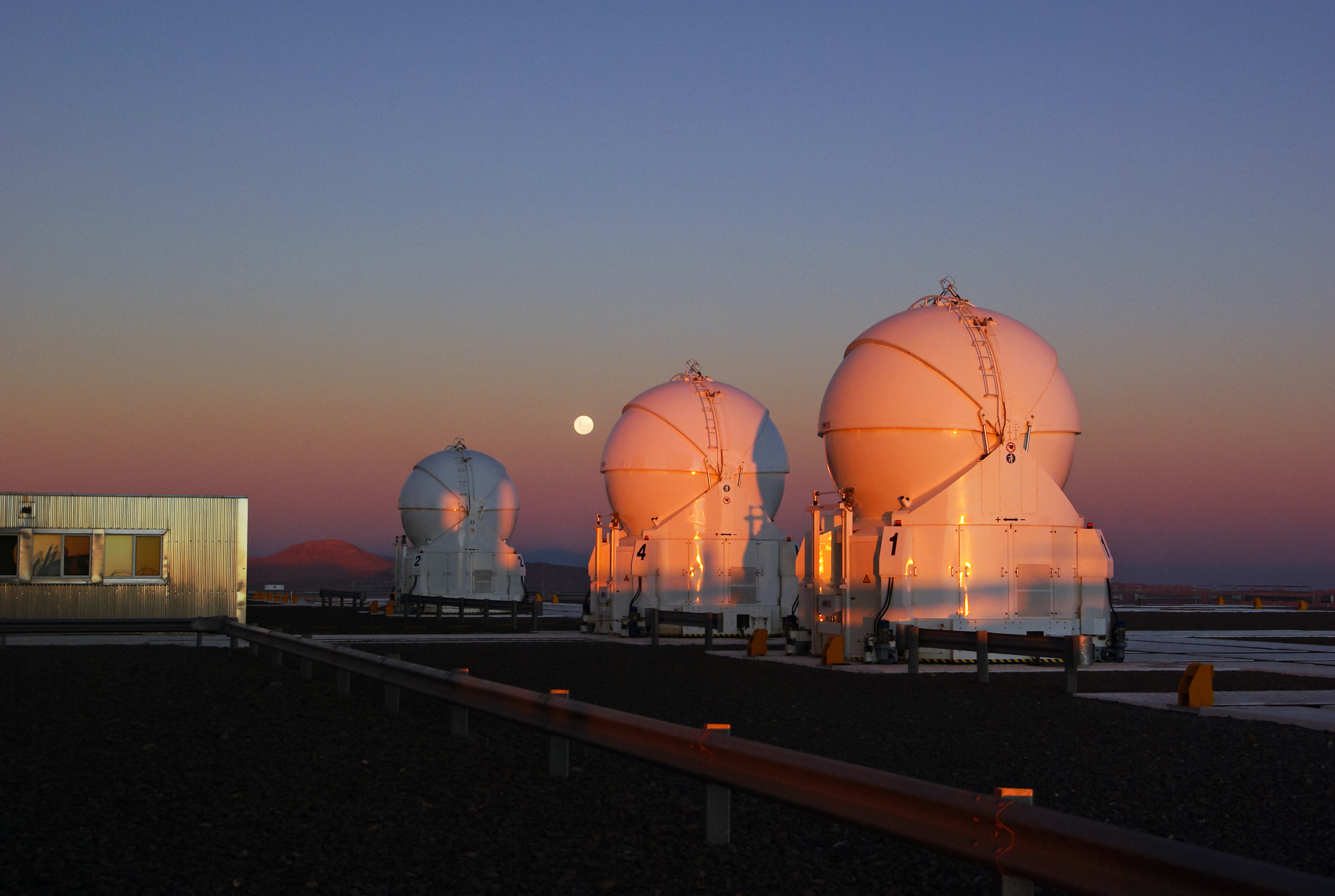
Місяць в поясі Венери.

Пояс Венери — атмосферне оптичне явище, назване на честь пояса Афродіти з античної міфології. З'являється перед сходом або після заходу і проходить паралельно горизонту на висоті 10-20 ° в місці, протилежному Сонцю

## Опис
Виглядає як смуга від рожевого до помаранчевого кольору між темним нічним небом внизу і блакитним небом вгорі. З'являється перед сходом або після заходу і проходить паралельно горизонту на висоті 10-20 ° в місці, протилежному Сонцю.
Під час безхмарних сутінків, до сходу або після заходу Сонця, небо над горизонтом з протилежного боку від Сонця — рожеве.
Цю смугу найкраще видно в напрямку, протилежному Сонцю.
Пояс Венери можна спостерігати в будь-якому місці, але тільки з чистим небом біля горизонту.
У поясі Венери атмосфера розсіює світло призахідного (або висхідного) Сонця, яке виглядає більш червоним, тому й виходить рожевий колір, а не синій.

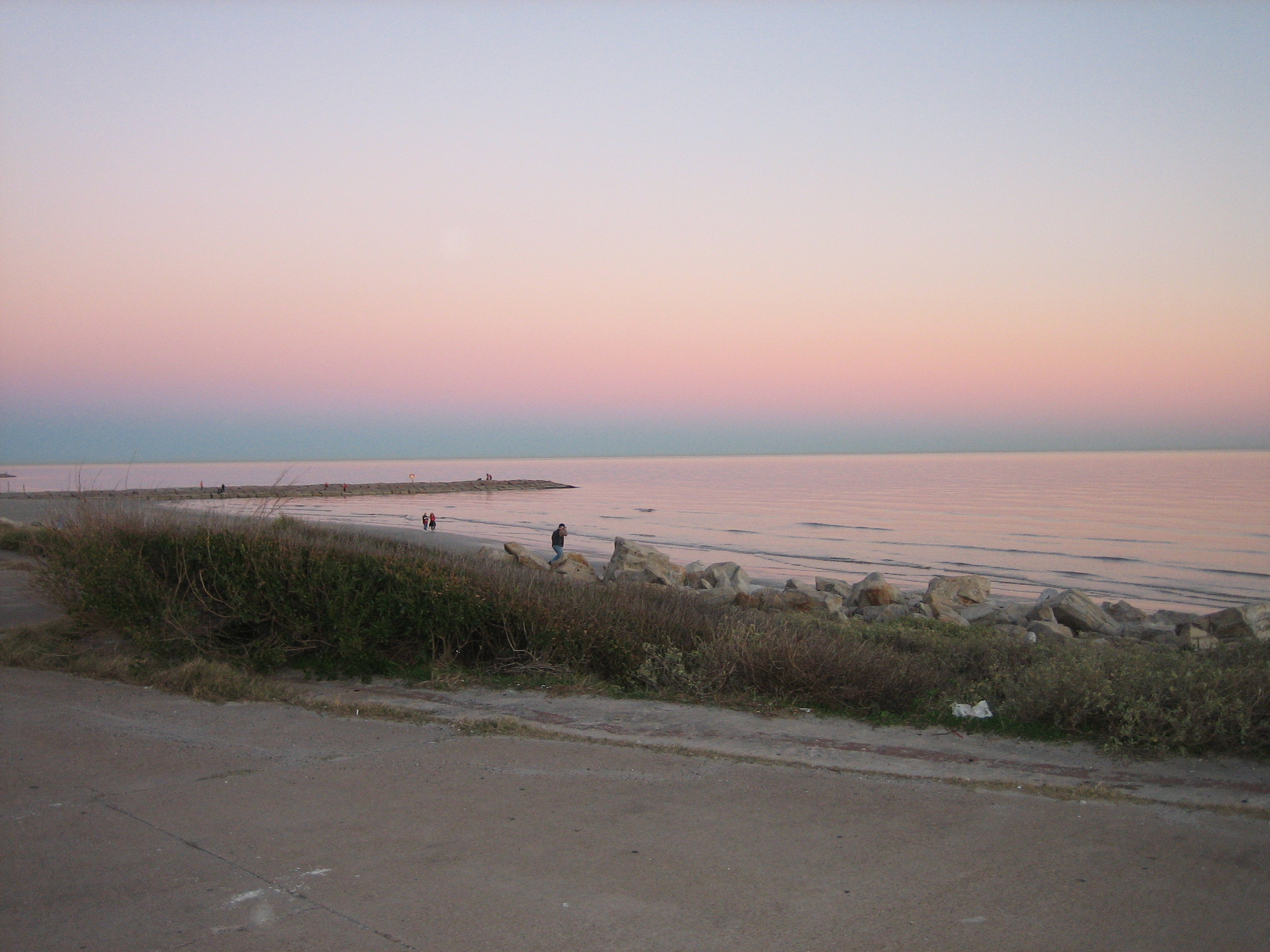
border
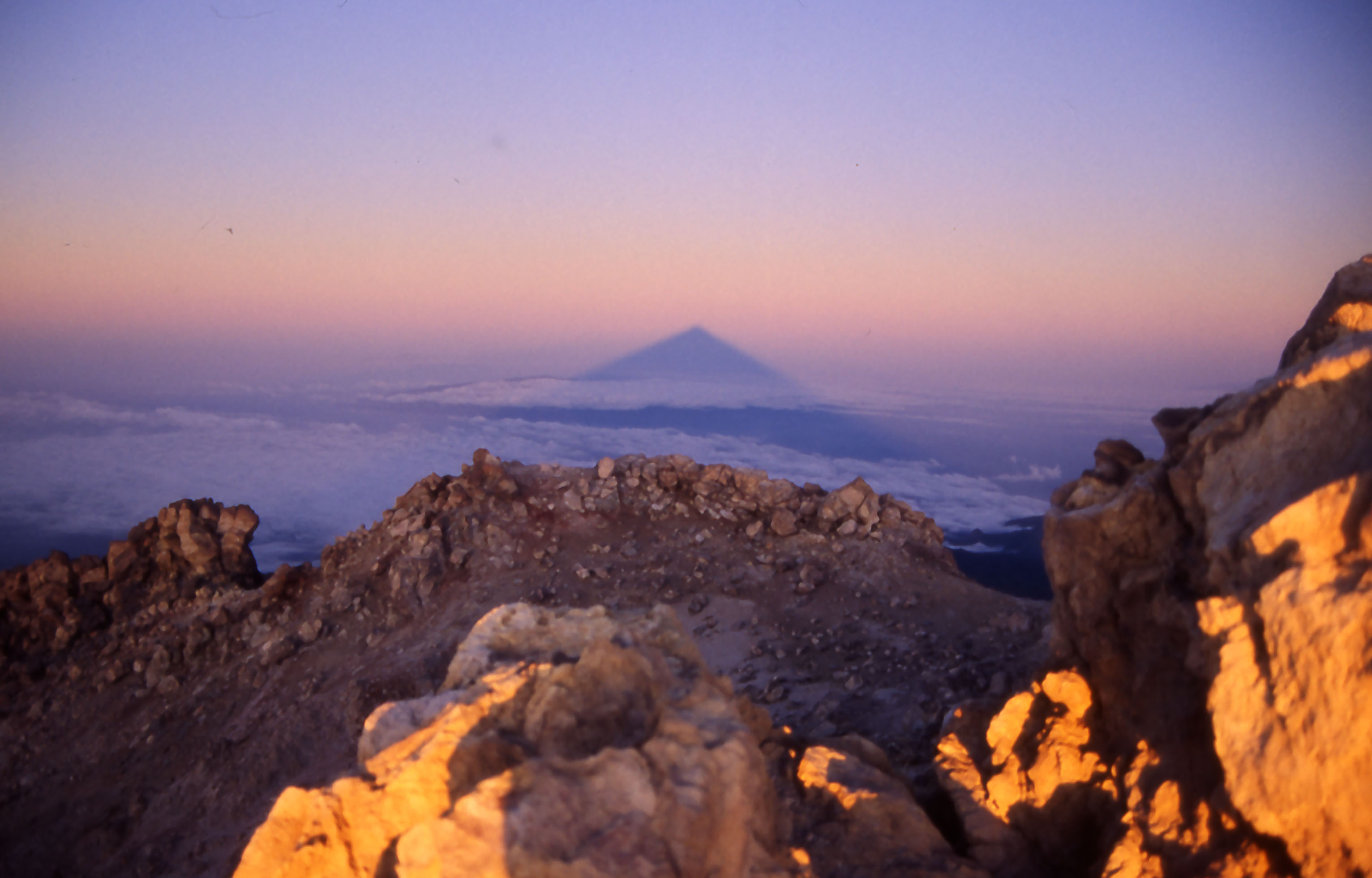
border
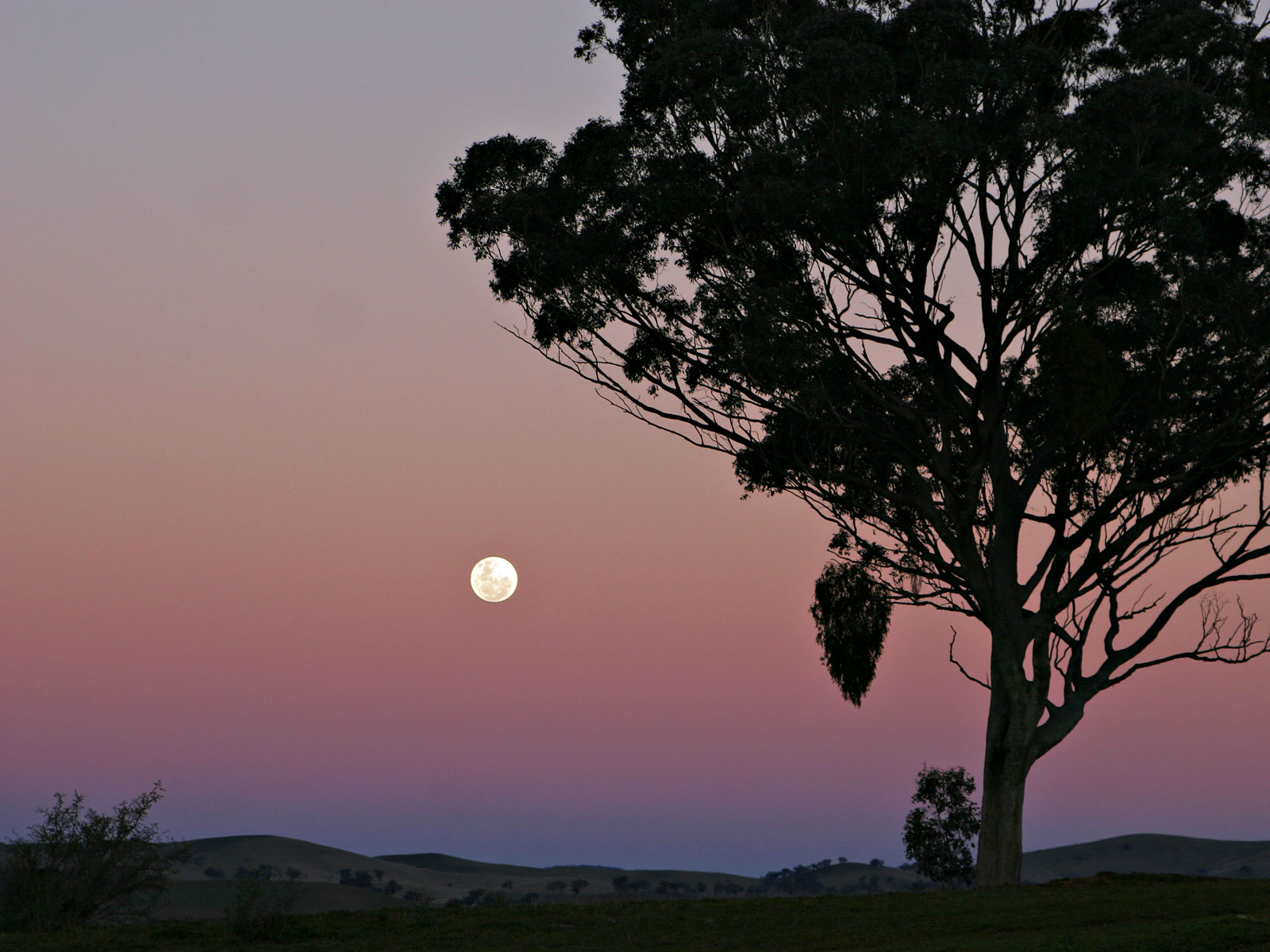
border
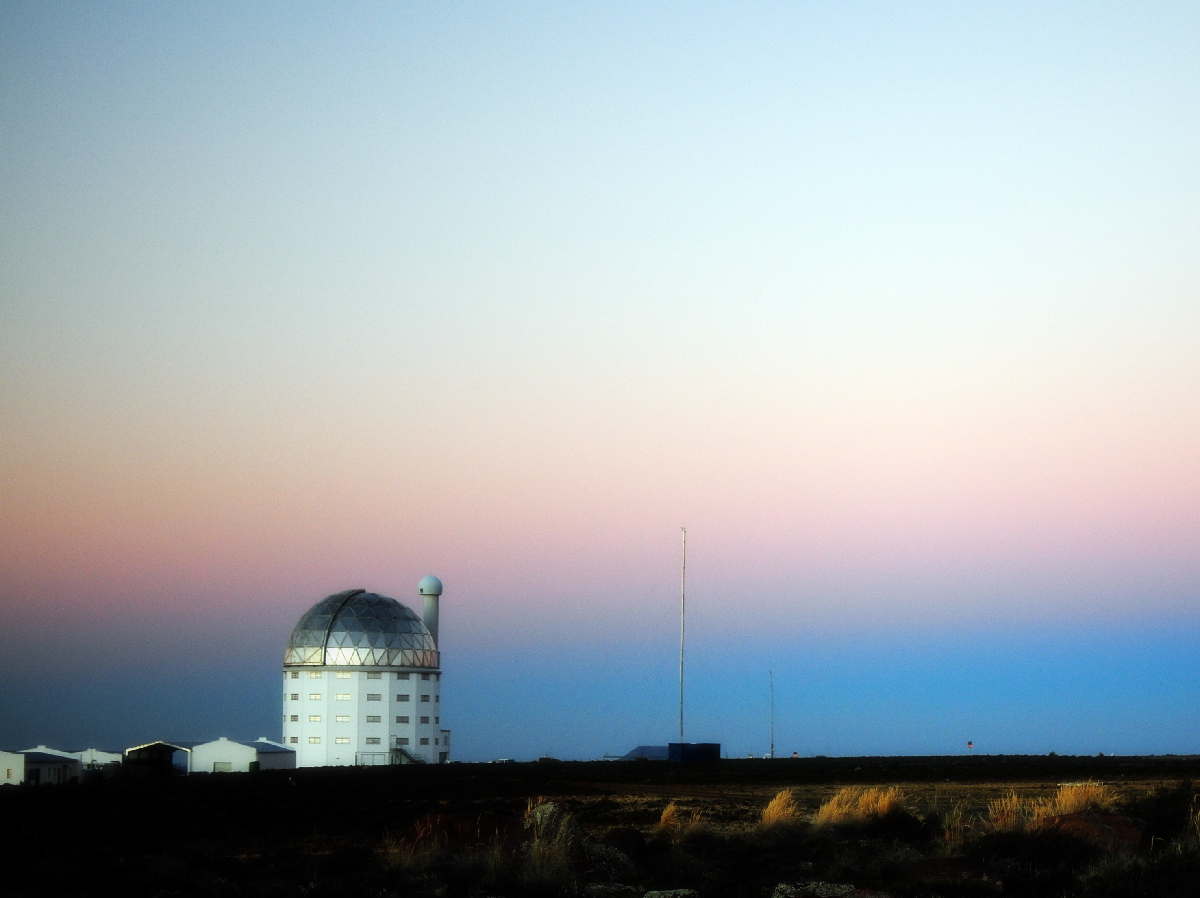
border